# 2019年自贡地震
2019年自贡地震（又称2019年荣县地震）是指2019年2月25日13时许发生于中国四川省自贡市的地震。该次地震震中位于荣县（北纬29.48度，东经104.49度），震级为Ms 4.9级，震源深度约为5千米，最大烈度为6(VI)度。该次地震共造成2人死亡，另有12人受伤（其中3人重伤）。

## 发震背景
荣县属于四川省中等地震活动区域。根据中国地震局的资料，本次地震震中附近100千米的范围内有9条较小规模的断裂。而自1970年四川地震台网开始对地震进行观测以来，震中距50千米范围内共发生5次4.0级以上地震。其中，震级最大为发生于1985年3月29日的4.8级地震。同时，由于本次地震发震时，四川地区正处于地震活动的相对活跃期，因此荣县近几年来也出现小震持续活跃的情况。
四川省地震预报研究中心主任杜方称，四川省内的地震具有西部强、东部弱的特点。从历史记载和实际构造来看，荣县没有发生6级以上强烈地震的构造基础。

### 前震活动
2019年2月24日5时38分，即主震发生32小时前，四川省自贡市荣县曾发生过一次规模为Ms 4.7级的地震，震源深度约为5千米。根据当时自贡市防震减灾局的调查，荣县县城震感强烈，高山镇有个别房屋出现开裂的情况，但未造成人员伤亡。27小时后，即主震前发生约5小时，当地还发生了一次震级为Ms 4.3级的地震，震源深度同样为5千米。

## 参数测定
据中国地震台网测定，该次地震震中位于中国四川省自贡市荣县（北纬29.48度，东经104.49度），震级为Ms 4.9级，震源深度约为5千米，最大烈度为6(VI)度。美国地质调查局和欧洲地中海地震中心测定的震级数值上与中国相同，均为mb 4.9级，同时均测出震源深度约为10千米。德国地球科学研究中心GEOFON标准台网测得的震级较低，为mb 4.8级。
此外，美国地质调查局还根据在线互联网震感调查收集到的震感报告，于2019年2月24日推定出本次地震的最大烈度为6(VI)度。而在2天后，该机构将通过此方式推定出的烈度修订为了4(IV)度。

## 震害情况
该次地震震中距离荣县县城仅8千米。除此之外，自贡市市区和成都市市区的震中距分别为32千米和136千米。除震中地区震感强烈外，居住于宜宾市的居民也反映有明显的震感。
地震发生时，有2名高山镇居民在街道行走时因被一栋房子垮塌的阳台栏杆砸中而死亡，还有12人受伤。其中，3人伤势较重，另外9人为轻伤。经调查，在此次地震中共有9间房屋倒塌，另有10911间房屋受损，同时造成高山镇水打沟水库等5座小型水库坝顶出现裂纹。据估计本次地震共造成直接经济损失1399万元人民币。

## 机构响应
地震发生后，四川省地震局启动了Ⅲ级应急响应。同日14时许，由四川省地震局副局长雷建成带队组成20人的现场工作队前往荣县灾区进行调查。同日，中华人民共和国应急管理部党组书记黄明、中国地震局局长郑国光通过应急指挥系统对应急工作作出了指示。次日凌晨0时30分，由中国地震局监测预报司副司长余书明带头组成的应急管理部专家组抵达荣县灾区，并在四川省地震局的现场指挥部召开了工作会议。
本次地震震中荣县高山镇在地震发生前进行排查时，共发现有7处地灾隐患。24日前震发生后，四川省自然资源厅称，此前在高山镇排查发现的7处地灾隐患地点均未发现有明显变化。
虽然本次地震的震级并不大，却出现了人员伤亡的情况。四川省地震局工程地震研究院高级工程师何玉林认为，由于当地一些老建筑在竣工后没有达到现在的抗震设防标准，并且短短两日内连续发生三次地震后有些建筑的结构会更加脆弱，因此出现了人员伤亡的情况。根据《中国地震动参数区划图（第五版）》，包括荣县在内的震中区域位于Ⅵ度设防区，而此次地震的最大烈度也为Ⅵ度。

## 相关争议
荣县与宜宾长宁县和内江威远县在2016年组成了“长宁—荣县—威远国家级页岩气产业示范区”，并在同年8月自贡与中石化西南油气分公司达成页岩气勘探开发利用战略合作关系。在地震发生后，部分自贡市居民认为是当地的页岩气开采工程导致了此次地震的发生，数千名当地自贡居民因而发起抗议游行并包围当地政府，部分过激示威者还与当地官员发生了冲突，中国石油天然气集团公司的一个部门被迫暂停运营。
为帮助当地居民消除恐震心理，地震发生次日，四川省地震局现场工作队进入灾区县城开展了防震科普知识的宣传活动。四川省地震预报研究中心主任杜方表示，“此次在连续发生3次4级以上地震的自贡荣县地区区域内的地震活动水平总体较低。根据目前的研究，此次发生的地震均属于自然原因引发的构造地震。当地不存在发生6级以上破坏性地震的构造基础和酝震条件。这个区域内发生地震之所以受到高度关注，主要原因与该区域人口密度高有关。建筑物只要有足够的设防标准，4级左右的地震一般不会造成较大的破坏。”